# Медіана (хемометрика)
Медіана (англ. median) — у хемометриці — середнє значення із серії спостережень, розташованих у порядку зростання чи спадання. Спосіб його визначення залежить від того, чи є число спостережень (n) у серії парним чи непарним. Якщо число спостережень непарне, то медіаною буде (n+ 1)/2 член ряду. Якщо число спостережень парне, то медіаною буде арифметичне середнє з двох (n/2)-того та (n/2 + 1)-того членів ряду. Використовується зокрема при великому розкиді спостережуваних значень.